# Ingolfiellidea
Ingolfiellidea es un suborden de pequeños crustáceos anfípodos que incluye a unas 49 especies descritas distribuidas por todo el mundo.

## Clasificación
Se reconocen dos familias:
- Ingolfiellidae Hansen, 1903
- Metaingolfiellidae Ruffo, 1969